# Sahoelrupsvogel
De sahoelrupsvogel (Edolisoma tenuirostre synoniem: Coracina tenuirostris) is een zangvogel uit de familie Campephagidae (rupsvogels) die voorkomt in Nieuw-Guinea en Australië. 

## Taxonomie
De oude naam van deze vogel is monniksrupsvogel maar bij een grote taxonomische herziening is de naam gewijzigd in sahoelrupsvogel en is aan een groot aantal ondersoorten soortstatus toegekend. In totaal 16 ondersoorten zijn daardoor verplaatst naar de volgende soorten: Müllers rupsvogel, Timorrupsvogel, Bismarckrupsvogel, Centraal-Melanesische rupsvogel, Rosselrupsvogel, Geelvinkrupsvogel, Obirupsvogel, Banggairupsvogel,  Noord-Molukse rupsvogel en Zuid-Molukse rupsvogel.

## Kenmerken
De sahoelrupsvogel wordt inclusief staart 26,5 centimeter. Het is een slanke vogel. Het mannetje heeft een bijna zwart 'gezicht' en is verder van boven donker leikleurig en lichter grijs van onder. Het vrouwtje en de onvolwassen vogels zijn grijsbruin. Het vrouwtje heeft een smalle witte wenkbrauwstreep.
De vogels zitten vaak hoog in de bomen en worden eerder gehoord dan gezien. Ze maken een typisch geluid dat lijkt op het geluid van een tropische cicade. De Engelse naam is daarom Cicadabird.

## Verspreiding en leefgebied
De sahoelrupsvogel leeft in bosgebieden, zoals regenbos in de tropische en gematigde klimaatzone, open bosgebieden met struiken, moerasbos en mangrove. De vogel komt voor in Nieuw-Guinea en Australië en telt zes ondersoorten:
- E. t. nehrkorni: Waigeo.
- E. t. aruense: de Aru-eilanden en van zuidwestelijk tot het zuidelijke deel van Centraal-Nieuw-Guinea.
- E. t. muellerii: Kofiau en Misool, Nieuw-Guinea (behalve het zuiden) en de D'Entrecasteaux-eilanden.
- E. t. tagulanum: Sudest en Misima.
- E. t. melvillense: noordelijk Australië.
- E. t. tenuirostre: oostelijk Australië.

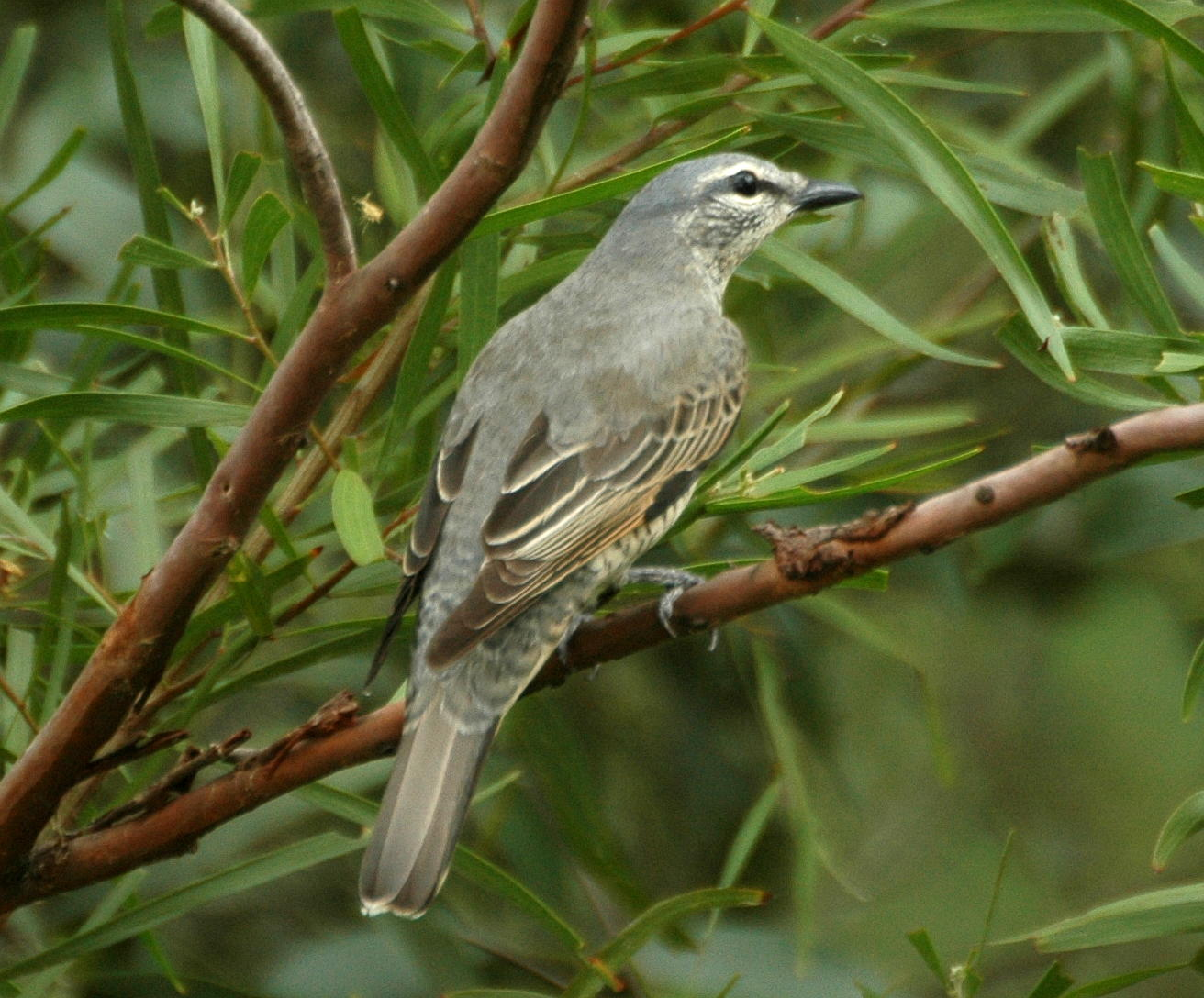
Vrouwtje monniksrupsvogel

## Status
De grootte van de populatie is niet gekwantificeerd, maar er is geen aanleiding te veronderstellen dat de soort bedreigd wordt in zijn voortbestaan. Daarom staat de sahoelrupsvogel als niet bedreigd op de Rode Lijst van de IUCN.